# Saison 1974 de l'ATP
La saison 1974 de l'ATP correspond à l'ensemble des tournois de tennis professionnels organisés par l'ATP entre janvier et décembre 1974. 

## Organisation
Outre le circuit WCT et Grand Prix, l'USTA organise son propre circuit durant les trois premiers mois de l'année : l'US Indoor Tennis Circuit également connu sous le nom de Schick Tennis Classic, comprenant 12 tournois et offrant 400 000 $ de dotation. Le premier de ces tournois se déroule à Roanoke en Virginie la semaine du 20 janvier et est remporté par Jimmy Connors. Le dernier a lieu à Washington à partir du 7 avril. Les huit joueurs ayant réalisé les meilleures performances au cours de ces tournois se rencontrent à Phoenix.
La liste des tournois organisés par l'USTA en 1974 est la suivante : Roanoke, Omaha, Baltimore, Little Rock, Birmingham, Salisbury, Paramus, Hampton, Calgary, Jackson, Phoenix et Washington. Ces tournois, comprenant le plus souvent 16 joueurs, sont principalement destinés aux joueurs professionnels indépendants non membres de l'ATP ou du WCT. 

## Résultats
| Date  | Tournoi         | Tournoi | Dotation  | Surface      | Vainqueur       | Vainqueur | Finaliste      | Finaliste | Score                   | Tableau |
| ----- | --------------- | ------- | --------- | ------------ | --------------- | --------- | -------------- | --------- | ----------------------- | ------- |
| 26/12 | Australian Open |         | $ 33 400  | Herbe        | Jimmy Connors   |           | Phil Dent      |           | 7-6, 6-4, 4-6, 6-3      | Tableau |
| 03/06 | Roland-Garros   |         | $ 150 000 | Terre battue | Björn Borg      |           | Manuel Orantes |           | 2-6, 6-7, 6-0, 6-1, 6-1 | Tableau |
| 24/06 | Wimbledon       |         | $ 167 125 | Herbe        | Jimmy Connors   |           | Ken Rosewall   |           | 6-1, 6-1, 6-4           | Tableau |
| 28/08 | US Open         |         | $ 150 000 | Herbe        | Jimmy Connors   |           | Ken Rosewall   |           | 6-1, 6-0, 6-1           | Tableau |
| 10/12 | Masters         |         | $ 100 000 | Herbe        | Guillermo Vilas |           | Ilie Năstase   |           | 7-6, 6-2, 3-6, 3-6, 6-4 | Tableau |

## Classement final ATP 1974
| N° | Joueur            | Pays | Evolution     |
| -- | ----------------- | ---- | ------------- |
| 1  | Jimmy Connors     |      | +2            |
| 2  | John Newcombe     |      | en stagnation |
| 3  | Björn Borg        |      | +15           |
| 4  | Rod Laver         |      | +4            |
| 5  | Guillermo Vilas   |      | +26           |
| 6  | Tom Okker         |      | −2            |
| 7  | Arthur Ashe       |      | +3            |
| 8  | Stan Smith        |      | −3            |
| 9  | Ken Rosewall      |      | −3            |
| 10 | Ilie Năstase      |      | −9            |
| 11 | Manuel Orantes    |      | −4            |
| 12 | Marty Riessen     |      | +1            |
| 13 | Alex Metreveli    |      | +21           |
| 14 | Roscoe Tanner     |      | +10           |
| 15 | Dick Stockton     |      | +12           |
| 16 | Harold Solomon    |      | +43           |
| 17 | Jan Kodeš         |      | −8            |
| 18 | Cliff Drysdale    |      | +5            |
| 19 | Raúl Ramírez      |      | +7            |
| 20 | François Jauffret |      | +25           |